# Lollebeek
De Lollebeek is een beek in Limburg, die begint in het Castenrayse Broek en door het natuurgebied Castenrayse Vennen ten zuiden van Castenray in oostelijke richting stroomt, om enkele km ten zuidwesten van Tienray in de Grote Molenbeek uit te monden.
In 2014 werd de Lollebeek weer in een meer natuurlijke vorm gebracht.